# 巫山牛奶子
巫山牛奶子（学名：Elaeagnus wushanensis）为胡颓子科胡颓子属下的一个种。

## 扩展阅读
- 維基物種上的相關：巫山牛奶子